# Эллисон, Кит
Кит Морис Эллисон (англ. Keith Maurice Ellison; род. 4 августа 1963, Детройт, Мичиган) — американский политик, представляющий Демократическую партию и её местный филиал — Демократическую фермерско-трудовую партию Миннесоты, находящуюся на прогрессивном (левом) фланге американской политики.
Генеральный прокурор Миннесоты с 7 января 2019 года, член Палаты представителей США от 5-го избирательного округа Миннесоты (2007—2019). Является сопредседателем Прогрессивного кокуса Конгресса и членом Комитета по финансовым услугам.
Эллисон был первым мусульманином, избранным в Конгресс США, а также первым афроамериканцем, избранным в Конгресс от Миннесоты.

## Биография
Родился в Детройте, был третьим из пяти сыновей социального работника и психиатра Леонарда Эллисона и Клиды Эллисон. Его семья была вовлечена в движение за гражданские права чернокожих, дед Эллисона, в частности, был активистом Национальной ассоциации содействия прогрессу цветного населения в Луизиане.
В 19 лет Эллисон, будучи студентом Университета Уэйна, перешёл из католичества в ислам, а в 1987 году окончил университет со степенью бакалавра искусств по экономике. Затем переехал в Миннеаполис и поступил в школу права при Миннесотском университете, где в 1990 году получил диплом доктора права. Обучаясь там, Эллисон также написал несколько статей в поддержку лидера радикальной организации «Нация ислама» Луиса Фаррахана, в которых защищал его от обвинений в антисемитизме и расизме.
После окончания университета работал адвокатом в юридической фирме Lindquist & Vennum, специализировался на делах, связанных с гражданскими правами и вопросами трудоустройства, а также защите по уголовным делам. Затем Эллисон стал исполнительным директором некоммерческой организации Legal Rights Center, оказывающей юридическую помощь малообеспеченным клиентам. В 2002 году он был избран в Палату представителей Миннесоты, успешно переизбрался в 2004 году.
В 2006 году объявил об участии в выборах в Палату представителей США на место уходящего на пенсию Мартина Сабо и одержал победу на внутрипартийных выборах демократов. В ноябре 2006 года он был избран в Конгресс, набрав 56 % голосов избирателей. После избрания Эллисон выразил желание приносить присягу на Коране (избранная одновременно с ним буддистка Мэйзи Хироно отказалась присягать на каком-либо религиозном тексте). В январе 2007 года он был приведён к присяге на экземпляре Корана в переводе Джорджа Сейля, принадлежавшем Томасу Джефферсону.
В выпуске журнала ИГ «Дабик» в апреле 2016 был назван муртадом и приговорён к смерти.
В ходе президентских праймериз Демократической партии 2016 года был одним из восьми членов Палаты представителей, поддержавших Берни Сандерса.
В ноябре 2016 года Эллисон выдвинул свою кандидатуру на пост Председателя Национального комитета Демократической партии и получил поддержку Сандерса и лидера демократов в Сенате Чака Шумера, однако 25 февраля 2017 года он проиграл выборы бывшему министру труда Томасу Пересу и был назначен его заместителем.
5 июня 2018 года Эллисон заявил об участии в выборах генерального прокурора Миннесоты и, соответственно, отказался от переизбрания в Конгресс на новый срок. 6 ноября он одержал победу на прошедших выборах.